# 阿鲁-伊托罗茨-奥拉伊比
阿鲁-伊托罗茨-奥拉伊比（法語：Aroue-Ithorots-Olhaïby，法語發音：[aʁu itɔʁɔts ɔlajbi]）是法国大西洋比利牛斯省的一个市镇，位于该省中部，属于巴约讷区。该市镇于1973年由原市镇阿鲁（Aroue）和伊托罗茨-奥拉伊比（Ithorots-Olhaïby）合并而成。

## 地理
阿鲁-伊托罗茨-奥拉伊比（43°19'5"N, 0°55'3"W）面积17.85 平方千米，位于法国新阿基坦大区大西洋比利牛斯省，该省份为法国东南部省份，涵盖了贝阿恩与北巴斯克，西临大西洋比斯開灣，北至朗德省，东北接热尔省，东临上比利牛斯省，南与西班牙接壤。

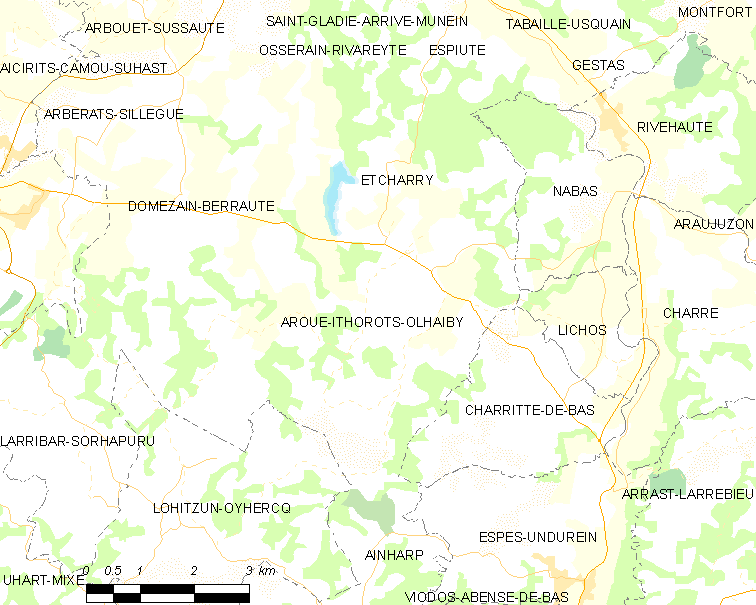
阿鲁-伊托罗茨-奥拉伊比的OSM定位图

与阿鲁-伊托罗茨-奥拉伊比接壤的市镇（或旧市镇、城区）包括：纳巴、艾尼亚尔普、下沙里特、多姆赞-贝罗特、埃斯佩斯-安迪兰、埃斯皮于特、埃查里、利绍斯、洛伊灿-奥耶尔克。
阿鲁-伊托罗茨-奥拉伊比的时区为UTC+01:00、UTC+02:00（夏令时）。

## 行政
阿鲁-伊托罗茨-奥拉伊比的邮政编码为64120，INSEE市镇编码为64049。

## 政治
阿鲁-伊托罗茨-奥拉伊比所属的省级选区为比达什地区-阿米库塞-奥斯蒂巴尔县。

## 人口
阿鲁-伊托罗茨-奥拉伊比于2022年1月1日时的人口数量为231人。

1962-2008年间阿鲁-伊托罗茨-奥拉伊比人口变化图示